# Нахімове
Нахі́мове (до 1945 року — Міше́н; крим. Mişen) — село Курманського району Автономної Республіки Крим.
Відстань від райцентру до населеного пункта становить 16 кілометрів по прямій.
У 2023 році у проєкті Постанови Верховної Ради України «Про перейменування деяких населених пунктів Автономної Республіки Крим» село запропоновано перейменувати на Мішен.